# Schildfüßer
Die Schildfüßer (Caudofoveata, auch als Chaetodermomorpha bezeichnet) sind, je nach Systematik, eine Klasse oder eine Unterklasse der Weichtiere (Mollusca).
Die Tiere leben in der oberen Schicht von weichen Meeresböden. Sie sind bis auf wenige Ausnahmen kürzer als 3 cm. Der Kopf mit der Radula der Tiere steckt dabei im Meeresboden, während das Hinterende mit den Kiemen in das freie Wasser ragt. Die bewimperten Lamellen der Kiemen werden durch lange Aragonitnadeln geschützt.
Ihren Namen verdanken sie einem Fußschild im Bereich des Mundes, den sie zum Graben benutzen. Dieser Schild ist mit verschiedenen Sinnesorganen bestückt und dient so auch als Sinnesplatte. Ihre Nahrung, die sie dem Sediment entnehmen, besteht aus Detritus (Abbaustoffe), Foraminiferen (Foraminifera) und Kieselalgen (Bacillariophyta).
Schildfüßer sind getrenntgeschlechtlich und geben ihre Gameten (Eier und Spermien) ins freie Wasser ab, wo die Befruchtung stattfindet. Über die Entwicklung der Tiere ist nur sehr wenig bekannt.
Man unterscheidet mindestens drei Familien (Chaetodermatidae, Limifossoridae, Prochaetodermatidae) mit etwa neun Gattungen und rund 60 Arten.